# Fonds social européen plus
Pour les articles homonymes, voir FSE.
Le Fonds social européen plus (FSE+) est l'un des fonds structurels et d'investissement européens de l'Union européenne, dont l’objectif est d’améliorer la cohésion sociale et le bien-être économique dans toutes les régions de l’Union. Le FSE vise à soutenir l’emploi dans les États membres, mais aussi à promouvoir la cohésion économique et sociale. Il s’agit de créer plus d’emplois et de meilleure qualité en cofinançant des projets locaux, régionaux et nationaux qui améliorent les niveaux d’emplois, leur qualité et l’inclusion sur le marché du travail dans les États membres et dans leurs régions. Ses dépenses représentent environ 10 % du budget total de l’UE.

## Histoire
Le Fonds social européen est créé avec le traité de Rome de 1957 et fut mis en marche le 11 mai 1960. C’est le plus ancien des fonds structurels. Si l’emploi est depuis toujours son objectif premier, il s’est adapté au fil des années pour répondre aux nouveaux enjeux de son époque. Dans la période d’après-guerre, il s’est concentré sur la gestion de la migration des travailleurs en Europe. Il s’est par la suite attaché à combattre le chômage des jeunes et des travailleurs peu qualifiés. Dans la période de financement 2007-2013, il cherche non seulement à soutenir les personnes qui éprouvent des difficultés particulières à trouver un emploi (notamment les femmes, les jeunes, les travailleurs plus âgés et les personnes handicapées), mais aussi à aider les entreprises et les travailleurs à s’adapter au changement. Il s’efforce pour ce faire de soutenir l’innovation sur le lieu de travail, l’apprentissage tout au long de la vie et la mobilité des travailleurs. Dans ce cadre, le FSE soutient par exemple des structures de retour à l'emploi.

## Place dans les politiques et les stratégies de l’UE
La stratégie globale de l’Union européenne est l’Agenda de Lisbonne, qui vise à faire de l’Europe, à l’horizon 2010, l’économie la plus dynamique et la plus compétitive du monde, fondée sur la connaissance, capable de générer une croissance économique durable et des emplois plus nombreux et de meilleure qualité dans le respect de l’environnement. Les objectifs de l'Agenda de Lisbonne déterminent les priorités du FSE.
La plupart des instruments financiers et politiques de l’UE sont conçus pour soutenir l’Agenda de Lisbonne. La Politique de cohésion, notamment, cherche à réduire les disparités économiques et sociales entre les pays et les régions de l’UE. Elle utilise pour cela les ressources financières (Fonds structurels) du budget de l’UE (le FSE notamment) afin de soutenir le développement économique et social des régions les moins développées.
Étant donné la nécessité d’améliorer la compétitivité et l’emploi dans le contexte de la mondialisation et du vieillissement des populations, la stratégie européenne pour l’emploi offre aux États membres de l’UE un cadre de coordination pour définir d’un commun accord les objectifs et les priorités dans le domaine de l’emploi. Ces priorités communes sont reprises dans les lignes directrices pour l’emploi et sont intégrées aux programmes d’action nationaux préparés par chaque État membre. Les financements du FSE sont ventilés par les États membres en fonction de leurs programmes d’action nationaux, mais aussi de leurs cadres de référence stratégique nationaux (CRSN), qui définissent les grandes priorités de l’État membre dans l’allocation des Fonds structurels européens qu’il reçoit.
L’Agenda social européen joue également un rôle dans la définition des priorités fonds du d’allocation de FSE. L’objectif de Agenda social est d’actualiser le «modèle social européen» en modernisant les marchés du travail et les systèmes de protection sociale pour que les entreprises et les travailleurs puissent bénéficier des possibilités créées par la concurrence internationale, le progrès technologique et l’évolution des modèles de population, tout en protégeant les personnes les plus vulnérables de nos sociétés. Le concept de «flexicurité» a lui aussi un impact sur les initiatives actuelles du FSE. La flexicurité peut être définie comme une stratégie politique qui vise à améliorer, d’une part, la flexibilité des marchés du travail, de l’organisation du travail et des relations professionnelles et, d’autre part, la sécurité de l’emploi et des revenus. Le terme de flexicurité définit une nouvelle approche de l’emploi, qui cherche à remplacer l’ancien modèle de l’« emploi à vie » par le concept d’« employabilité à vie ». Elle encourage les travailleurs à prendre en charge leur vie professionnelle par l’apprentissage tout au long de la vie, la mobilité et l’adaptation au changement.

## Définition d’une stratégie
Le FSE est géré selon des programmes cycliques de sept ans. La stratégie et le budget du FSE sont négociés entre les États membres de l’UE, le Parlement européen et la Commission européenne. La stratégie du FSE définit les objectifs de ses financements, objectifs qu’il partage pour tout ou partie avec les autres Fonds structurels. La stratégie définit également les grands «axes de priorités» du FSE (les actions nécessaires à l’accomplissement des objectifs et qui donnent droit aux financements).

## Mode d’allocation des fonds
Le niveau de financement du FSE est variable d’une région à l’autre et dépend de sa richesse relative. Les régions de l’UE sont divisées en quatre catégories de régions éligibles, selon leur PIB par habitant comparé à la moyenne communautaire (UE de 25 ou 15 États membres) et réparties entre les deux objectifs.
L’objectif « convergence » concerne:
- les régions de convergence: dont le PIB par habitant est inférieur à 75 % de la moyenne de l’UE-25;
- les régions en « phasing-out »: dont le PIB par habitant est supérieur à 75 % de la moyenne de l’UE-25, mais inférieur à 75 % de la moyenne de l’UE-15.

L’objectif « compétitivité régionale et emploi » concerne:
- les régions en « phasing-in »: dont le PIB par habitant est inférieur à 75 % de la moyenne de l’UE-15 (sur la période 2000-2006), mais supérieur à 75 % de la moyenne de l’UE-15 (sur la période 2007-2013);
- les régions «compétitivité et emploi»: toutes les autres régions de l’UE.

Dans les régions de convergence, le FSE peut cofinancer jusqu’à 85 % du budget des projets éligibles. Dans les régions «compétitivité et emploi», les cofinancements de 50 % sont plus courants. Pour les régions et les États membres les plus riches, le financement du FSE complète les initiatives nationales pour l’emploi. Dans les États membres les moins riches, le FSE est parfois la seule source de financement des initiatives pour l’emploi. Les régions éligibles au cycle de programmation actuel du FSE (2007-2013) sont indiquées sur la carte.

## Mode de mise en œuvre
La stratégie du FSE est définie au niveau de l’UE, mais la mise en œuvre de ses financements incombe aux États membres et aux régions. Une fois la stratégie et l’allocation budgétaire décidées, la programmation fait l’objet d’une approche partagée. Des programmes opérationnels de sept ans sont planifiés par les États membres et leurs régions, en partenariat avec la Commission européenne. Ces programmes opérationnels décrivent les champs d’activité qui seront financés. Ces champs peuvent être géographiques ou thématiques.
Les États membres désignent les organismes nationaux de gestion du FSE qui sont chargées de sélectionner les projets, de redistribuer les fonds et d’évaluer la progression et les résultats des projets. Des autorités de certification et d’audit sont également désignées pour contrôler et vérifier que les dépenses sont conformes au règlement du FSE.

## Projets
Sur le terrain, le FSE entre en action par le biais de projets proposés et mis en œuvre par une grande variété d’organisations, tant publiques que privées. Il peut s’agir d’autorités locales, régionales et nationales, d’institutions d’enseignement et de formation, d'organisations non gouvernementales (ONG) ou d’associations volontaires, mais aussi de partenaires sociaux (par exemple des syndicats et des comités d’entreprise), d’associations professionnelles ou sectorielles et d’entreprises individuelles.

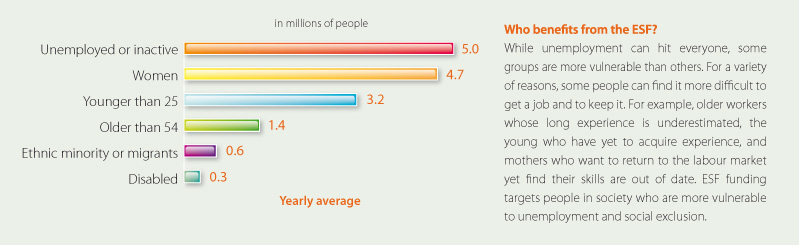

Les bénéficiaires des projets du FSE sont très variés : travailleurs individuels, groupes de personnes, secteurs industriels, syndicats, administrations publiques ou entreprises individuelles. Les groupes de population vulnérables, qui ont des difficultés particulières à trouver un emploi ou se maintenir dans l'emploi (par exemple les demandeurs d'emploi de longue durée), font partie des publics cibles prioritaires de ces projets. À titre indicatif, on[Qui ?] estime que plus de 9 millions de personnes issues de ces groupes vulnérables bénéficient tous les ans d’une aide liée à leur participation à des projets du FSE (voir tableau 1).

## Programmations

### Programmation 2007-2013

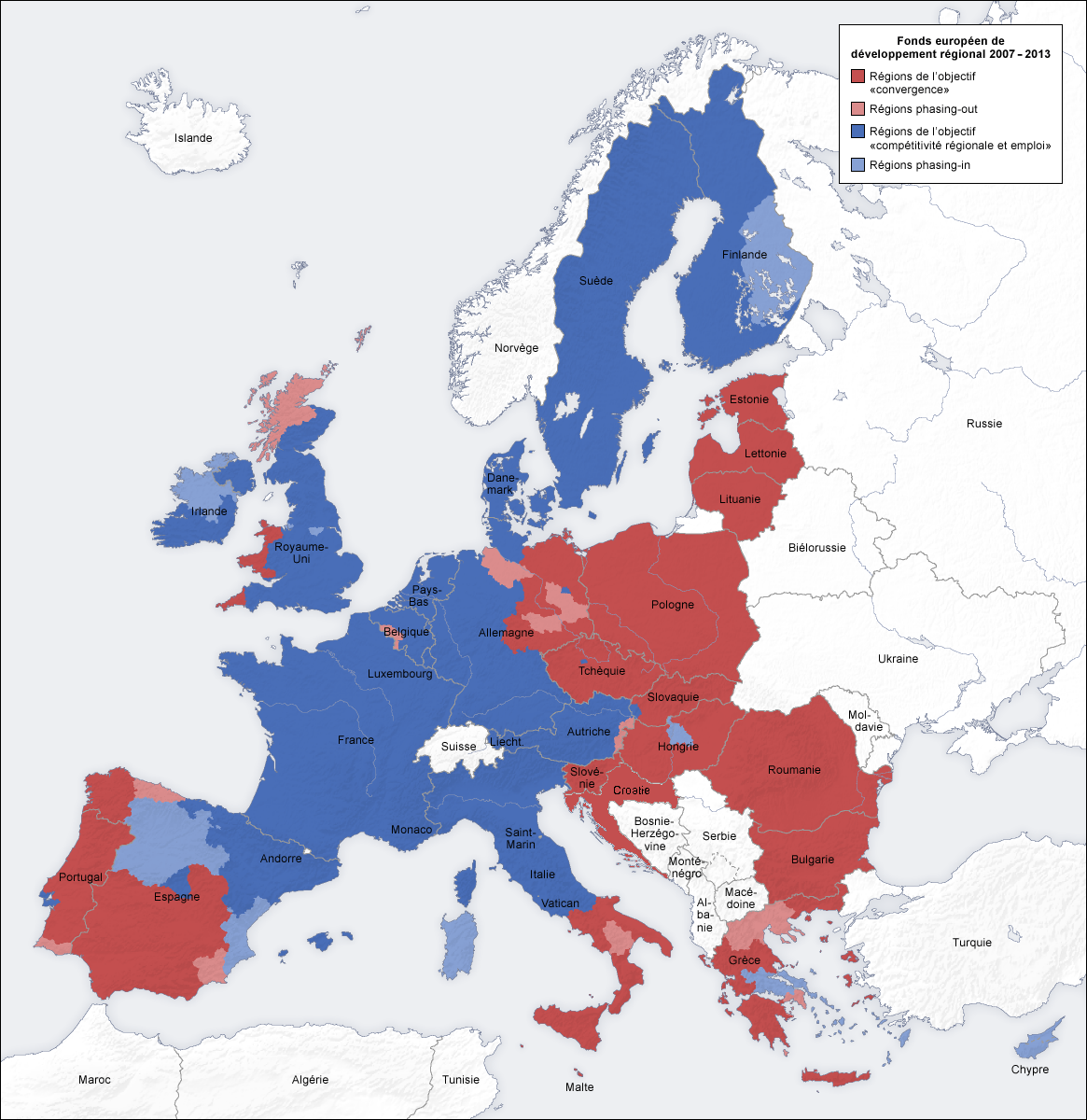
Carte des différentes régions d'intervention du Fonds européen de développement régional et du Fonds social européen entre 2007 et 2013.

Pour la programmation 2007-2013 de financement du FSE, ces objectifs étaient les suivants :
- Objectif «compétitivité régionale et emploi» : renforcer la compétitivité et l’emploi dans les régions et l’attrait régional en matière d’investissement.

- Objectif «convergence» : stimuler la croissance et l’emploi dans les régions les moins développées. Cet objectif reçoit plus de 80 % des financements du FSE.

Au cours du cycle de programmation de 2007 à 2013, le FSE a investi environ 75 milliards d’euros (près de 10 % du budget de l’UE) dans des projets d’amélioration de l’emploi. Les financements ont été accordés dans six domaines prioritaires spécifiques :

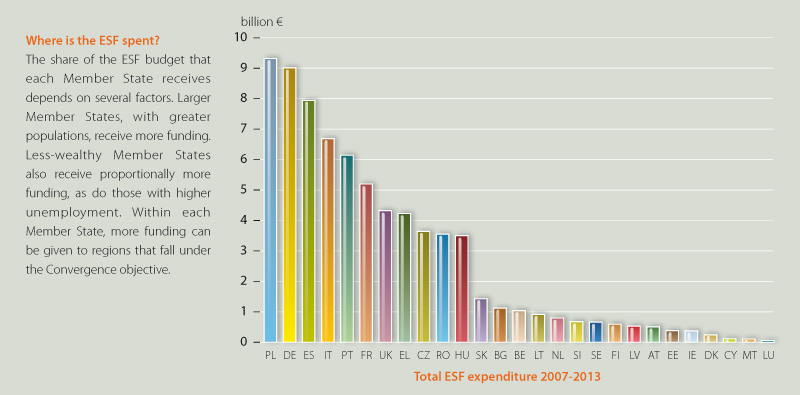
Graphique des répartitions des dépenses entre les différents États entre 2007 et 2013

- Amélioration du capital humain (34 % du financement total)
- Amélioration de l’accès à l’emploi et insertion durable (30 %)
- Amélioration des capacités d’adaptation des travailleurs, des entreprises et des entrepreneurs (18 %)
- Amélioration de l’inclusion sociale des moins favorisés (14 %)
- Renforcement des capacités institutionnelles sur le plan local, régional et national (3 %)
- Mobilisation en faveur de réformes portant sur l’emploi et l’inclusion sur le marché du travail (1 %)

La répartition des fonds varie d’une région à l’autre, pour s’adapter aux priorités locales et régionales. Les six priorités sont applicables aussi bien à l’objectif « convergence » qu’à l’objectif « compétitivité régionale et emploi », mais les régions de convergence placent généralement l’accent sur la priorité «amélioration du capital humain».

### Programmation 2014-2020
La programmation 2014-2020 s'inscrit dans la stratégie de l'Union Européenne « Europe 2020 ». Une enveloppe de 80 milliards d’euros lui est consacrée, dont 6 milliards pour la France.
Elle concerne trois catégories de régions : les régions moins développées, les régions en transition et les régions plus développées. La programmation se concentre prioritairement sur les personnes les plus vulnérables, notamment les jeunes. Les objectifs thématiques retenus au niveau européen sont les suivants :
- Emploi durable et de qualité et soutien à la mobilité de la main d’œuvre
- Inclusion sociale, lutte contre la pauvreté et les discriminations (au moins 20% des ressources dans chaque État membre)
- Education, formation et formation professionnelle pour l'apprentissage tout au long de la vie
- Capacités institutionnelles des autorités publiques et des parties intéressées et efficacité de l'administration publique[7]

### Programmation 2021-2027
Le FSE est régi, pour la période 2021-2027, par le règlement (UE) n°2021/1057 du Parlement européen et du Conseil du 24 juin 2021 instituant le Fonds social européen plus (FSE+) et abrogeant le règlement (UE) n°1296/2013.
Une enveloppe de 88 milliards d’euros lui est consacrée, dont 6,7 milliards pour la France.
Pour cette période, le FSE+ est composé de deux programmes nationaux :  
- Le programme « Emploi, Inclusion, Jeunesse et Compétences » (EIJC anciennement IEJ) porté par la Délégation générale à l'emploi et à la formation professionnelle (DGEFP)[FSE 2]. L'enveloppe budgétaire est confiée à l'état et aux collectivités locales (conseils régionaux)[FSE 3].
- Le programme « Soutien Européen à l'Aide Alimentaire » (SEAA anciennement FEAD) porté par la Direction générale de la cohésion sociale (DGCS) dédié à l'aide alimentaire aux plus démunis[FSE 4]. L'enveloppe budgétaire de 647 millions d'euros[FSE 5] est gérée par l'état qui travaille avec un unique logisticien chargé d'aiguiller les denrées alimentaires vers quatre associations bénéficiaires habilitées : la Croix-Rouge française, la Fédération française des Banques alimentaires, les Restaurants du cœur et le Secours populaire français[FSE 5].

## Le FSE en France
En France, 4,5 milliards d'euros ont été attribués au titre du FSE pour la période 2007-2013, ce qui représente 65 102 projets financés.
Pour la période 2014-2020, 6 milliards d'euros sont alloués au FSE pour la France dont 310 millions dédiés à l'Initiative pour l'emploi des jeunes et 1,2 milliard aux territoires d'outre-mer. 33 programmes opérationnels sont concernés.
Pour la période 2021-2027, 6,7 milliards sont attribués à la France.
Par décision du Premier ministre du 19 avril 2013, la gestion du FSE est partagée entre : 
- Les conseils régionaux, autorité de gestion à hauteur de 35 % de l'enveloppe nationale, au titre de la formation professionnelle, de l'apprentissage et l'orientation.
- L'Etat (DGEFP) qui reste autorité de gestion pour l’emploi et l’inclusion, à hauteur de 65 % de l’enveloppe nationale. Des délégations de gestion peuvent être accordées aux conseils départementaux dans le cadre d’un accord cadre national avec l’Assemblée des Départements de France (ADF), signé le 5 août 2014.

Le programme opérationnel national contient trois axes d’intervention : 
- Accompagner vers l’emploi les demandeurs d’emploi et les inactifs, et développer l’entrepreneuriat
- Anticiper les mutations économiques et sécuriser les parcours professionnels
- Lutter contre la pauvreté et promouvoir l'inclusion

Chaque axe d'intervention comporte des objectifs spécifiques.

### Sources primaires (FSE)
1. ↑  « Le programme national FSE+ | FSE », sur fse.gouv.fr (consulté le 16 avril 2025)
2. ↑  « Le programme FTJ | FSE », sur fse.gouv.fr (consulté le 16 avril 2025)
3. ↑  Ministère du travail, de la santé, des solidarités et des familles, « LES PROGRAMMES NATIONAUX FSE+ « EMPLOI, INCLUSION, JEUNESSE ET COMPÉTENCES » / FTJ « EMPLOI - COMPÉTENCES » » [PDF], sur fse.gouv.fr
4. ↑  « Programme national FSE+ «Soutien européen à l’aide alimentaire» | FSE », sur fse.gouv.fr (consulté le 16 avril 2025)
5. 1 2  « Soutien européen à l’aide alimentaire du Fonds social européen + : la France et l’Europe renforcent leur engagement dans la lutte contre la précarité alimentaire | FSE », sur fse.gouv.fr (consulté le 16 avril 2025)